# Friedrich August Heiden
Friedrich August Heiden (* 12. Mai 1887 in Breitenborn A. W., Kreis Gelnhausen; † 22. August 1954 in Weißwasser) war ein deutscher Politiker (SPD, KPD, SED).

## Herkunft
Heiden wurde als Sohn des Glasmachers Friedrich Heiden und seiner Frau Klara im damaligen Breitenborn A. W. im Büdinger Wald geboren. Von 1893 bis 1901 war er Volksschüler, arbeitete zusätzlich nachts in der Glashütte von Friedrich Siemens in Neusattl in Böhmen. Nach seiner Schulzeit arbeitete er 14-jährig zunächst als Einträger in Bischofswerda. Ab 1904 engagierte er sich politisch als Mitglied der SPD und der Gewerkschaft der Glasarbeiter. In der Folge arbeitete er in verschiedenen Glaswerken in Dresden, Döbern und Weißwasser als Kolbenmacher oder Gehilfe.

## Politisierung und Leben vor dem Zweiten Weltkrieg
Heiden trat seinen Kriegsdienst als Unausgebildeter in Glogau an und wurde für drei Monate ohne Waffe in Frankreich eingesetzt. Am 3. Januar 1920 heiratete er Anni Heiden, die ihn gemeinsam mit Veronika Ingelöf fortan bei seiner politischen Arbeit unterstützte. Nach dem siebenmonatigen Besuch der sozialdemokratischen Parteischule in Berlin wurden ihm Parteifunktionen u. a. als Unterbezirkssekretär übertragen, in deren Rahmen er sich mit Agitation und theoretischen Fragen beschäftigte. So erschien Ende 1923 in der Arbeiterdruckerei Görlitz seine Broschüre Vom Urkommunismus zum Weltkonzern. Heiden war in dieser Zeit außerdem als Gemeindevertreter und Schöffe tätig.
Im Jahre 1924 trat Heiden der KPD und dem Rotfrontkämpferbund (RFB) bei. Nach dessen Auflösung 1929 erwarb er die Instrumente der örtlichen RFB-Musikkapelle und erhielt sie in Form der Spielvereinigung „Martina“. Vom 1. September 1928 bis 10. März 1933 war er Gauleiter des von Hugo Gräf geführten Internationalen Bundes der Opfer des Krieges und der Arbeit in Breslau.
Nach der Machtergreifung durch die NSDAP wurde Heiden von April bis August 1933 im Gefängnis Schweidnitz und im KZ Breslau-Dürrgoy inhaftiert. Nachdem er sich danach mit Gelegenheitsarbeiten durchgeschlagen hatte, übersiedelte er 1936 nach Weißwasser. Dort arbeitete er als Buchführer und später als Glasarbeiter in den Vereinigten Lausitzer Glaswerken. Nach dem Hitler-Attentat vom 20. Juli 1944 wurde auch Heiden für 14 Tage im KZ Groß-Rosen inhaftiert. Als zum Volkssturm Eingezogener tat er keine Stunde Dienst an der Waffe.

## Wirken nach 1945
Nach Kriegsende wurde Heiden am 11. Mai 1945 unter Bürgermeister Karl Ingelöf gemeinsam mit Max Schmidt, Friedrich Greiner und Hugo Rösner Stadtrat von Weißwasser und am 5. Juni auch Mitglied der örtlichen KPD-Leitung. Nach der Vereinigung von SPD und KPD in der sowjetischen Besatzungszone im Frühjahr 1946 wurde er SED-Mitglied. Am 6. August 1945 wurde Heiden als Landrat des Kreises Weißwasser eingesetzt. Zur Sicherstellung der Kontrolle der SED über das Schulwesen war er auch zuständig für die Aus- und Weiterbildung von jungen Arbeitern zu Neulehrern. Nach den Kreis- und Landtagswahlen vom Oktober 1946 und der Gebietserweiterung um den westlich der Neiße gelegenen Teil des Kreises Görlitz war Heiden auch Landrat des neuen Landkreises Weißwasser-Görlitz. 1947 wurde Heiden Präsident der Landeskammer für Finanzen bei der Landesverwaltung in Dresden und 1949 Vorsitzender des Verbandes landwirtschaftlicher Genossenschaften.
Nach einem Herzinfarkt 1952 wurde er Invalidenrentner und kehrte nach Weißwasser zurück, wo er starb.